# 机智斗士伯王梭
《机智斗士伯王梭》（印尼语：Pah Wongso Pendekar Boediman）是1941年荷属东印度的一部侦探片。该片是星辰影业的第一部作品，由Jo Eng Sek制作，Cho'Chin Hsin担任摄影师。该片由社会工作者伯王梭、埃莉·尤娜拉和穆罕默德·阿里夫（Mohamad Arief）主演，讲述了社会工作者伯王梭为还自己徒弟清白而调查一起谋杀案的故事。该片是第一部在荷属东印度制作的侦探片，充分利用了伯王梭的知名度。影片在1941年4月上映，评价褒贬不一。评论家沙伦（Saeroen）认为，它的成功完全是因为伯王梭的名气。本片的续集《Pah Wongso Tersangka》于1941年晚些时候上映，但很可能已经散失。

## 情节
伯王梭是坚果贩子、社会工作者、学校校长，住在荷属东印度的巴达维亚，经常帮助当地的穷人。一天，他的小徒弟维斯努（Wisnoe）救了一个名叫西蒂（Siti）的年轻女子，使她避免被马车撞倒。她的父亲哈吉·阿卜杜拉（Haji Abdullah）感激不尽，让维斯努在他的米厂工作。维斯努既热心又勤奋，很快就从其他员工中脱颖而出，他开始追求西蒂，西蒂也接受了这份感情。
然而，维斯努的堂兄弟巴尔贾（Bardja）却对他取得的成功羡慕不已。巴尔贾是一个经常去嫖娼的赌徒，他对不爱他的西蒂情有独钟。巴尔贾希望消灭竞争对手，于是雇了几个暴徒去杀维斯努，但最终失败了，巴尔贾的经济状况变得越来越糟。他决定从他富有的叔叔那里偷东西，但被抓了个正着。在随后的争斗中，他杀死了叔叔，然后诬陷维斯努。
维斯努被捕后，西蒂将巴尔贾以前的背叛行为告知伯王梭，于是伯王梭开始调查此案。最终，他发现巴尔贾才是真正的凶手，并与他对峙，展开了一场生死之战。伯王梭取得了胜利，维斯努的罪名也得以洗清。

## 制作

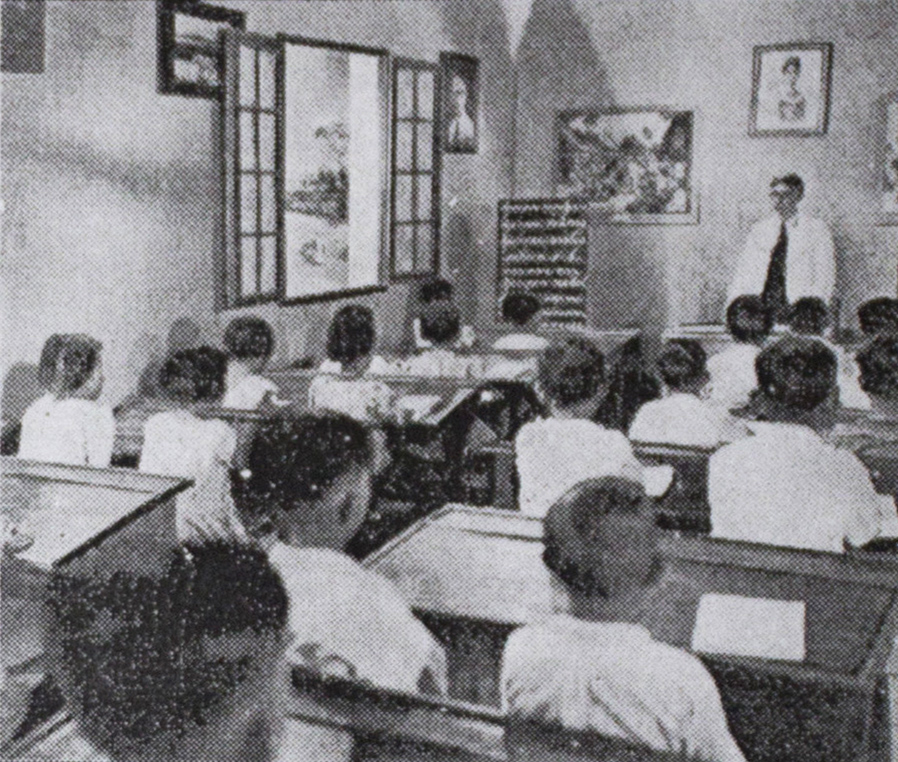
伯王梭在电影里讲课

《机智斗士伯王梭》由商人Jo Eng Sek制作，他曾在1929年制作过电影《Si Tjonat》。刚从上海移民过来的Cho' Chin Hsin负责摄影。Jo和Cho'在巴达维亚（现雅加达）成立星辰影业后，《机智斗士伯王梭》是该工作室的第一部作品。
当时，好莱坞的陈查理和摩托先生（Mr. Moto）等角色在荷属东印度很受欢迎，一般进口悬疑片也很受欢迎，但荷属东印度境内还没有该类型的电影。因此，Cho决定拍摄一部他认为能在华裔观众中取得成功的侦探片。为此，他找到了因社会工作在华裔群体内很受欢迎的伯王梭。伯王梭帮助孤儿接受教育，经营着一家就业办公室，并为红十字会筹集资金，援助当时战乱的中国。他接受了这个角色。
为了支持伯王梭，舞台剧演员埃莉·尤娜拉出演西蒂，这是她的电影处女作，而穆罕默德·阿里夫（Mohamad Arief）出演维斯努。其他演员包括朱纳迪（Djoenaedi）、R·苏克兰（R·Sukran）和萨蒂耶姆（Satijem）小姐。为了保证打斗场面的顺利进行，Jo聘请了职业拳击手普里莫·乌斯曼（Primo Oesman）的格斗拳击团体的成员来扮演罪犯。乌斯曼本人也在影片中出现。

## 上映与反响
《机智斗士伯王梭》被评为适合17岁以上观众观看。1941年4月1日，在伯王梭发表简短讲话后，该片在巴达维亚的Rex剧院首映。6月，该片在泗水上映，并被宣传为一部关于阴谋、生命和死亡的电影。虽然该片主要面向荷属东印度国内观众，但也在中国、新加坡和英属马来亚放映。1941年7月该片在新加坡上映时，被誉为“惊心动魄的马来侦探故事……从头到尾充满了惊险和刺激”。
印度尼西亚电影史学家米斯巴赫·尤萨·比兰（Misbach Yusa Biran）认为《机智斗士伯王梭》取得了商业上的成功。然而，评论家的评价却褒贬不一。一位匿名评论员在《巴达维亚新闻报》（Bataviaasch Nieuwsblad）上称赞了这部电影的质量，特别是它的摄影、表演和故事。在马来亚杂志《Film Melayu》上，一位影评人认为该片的质量与好莱坞作品相似，并赞扬了该片由东南亚人扮演的侦探。影评人、电影编剧沙伦（Saeroen）则表示，该片的成功并不是因为它的质量，他认为该片能够流行只是因为伯王梭的名气。

## 后续
1941年9月，Jo开始制作第二部，也是最后一部由伯王梭主演的电影《Pah Wongso Tersangka》。这部电影由Wu Tsun执导，在1941年末上映，伯王梭在片中扮演四个角色，剧中他在被陷害后试图洗清罪名。阿里夫、普里莫和苏克兰继续出演该片。该片被称为殖民地的第一部喜剧片。虽然尤娜拉没有出演该片，但她又为星辰影业出演了三部电影。她的演艺生涯一直持续到20世纪50年代，并在70年代初成为一名制片人。
这部电影很可能已经散失。荷属东印度的电影胶卷以非常易燃的硝化纤维制成，1952年印尼國家電影製片廠的仓库发生大火，在大火中该仓库储藏的用硝化纤维制成的旧胶片全部被焚毁。因此，美国视觉人类学家卡尔·G·海德推论，所有在1950年前制作的印尼电影均已散失 。不过，J·B·克里斯坦托（J.B. Kristanto）在《印尼电影目录》中表示，印尼电影资料馆收录了几部荷属东印度电影，使之得以流传。米斯巴赫·尤萨·比兰还指出荷兰政府新闻处收藏了几部日本宣传电影，并使之留存至今。

## 脚注
1. ↑  Biran 2009，第233頁; Filmindonesia.or.id, Pah Wongso Pendekar
2. ↑  Biran 2009，第233頁.
3. ↑  K. H. & Budiarto 2006，第193頁.
4. 1 2 3  Biran 2009，第246頁.
5. ↑  Biran 2009，第246頁; Filmindonesia.or.id, Pah Wongso Pendekar
6. 1 2  Soerabaijasch Handelsblad 1941, Sampoerna.
7. 1 2  Soerabaijasch Handelsblad 1941, (untitled).
8. 1 2 3  Bataviaasch nieuwsblad 1941, Pah Wongso.
9. 1 2  Biran 2009，第247頁.
10. 1 2  Barnard 2010，第65頁.
11. ↑  Biran 2009，第247頁; Filmindonesia.or.id, Pah Wongso Tersangka

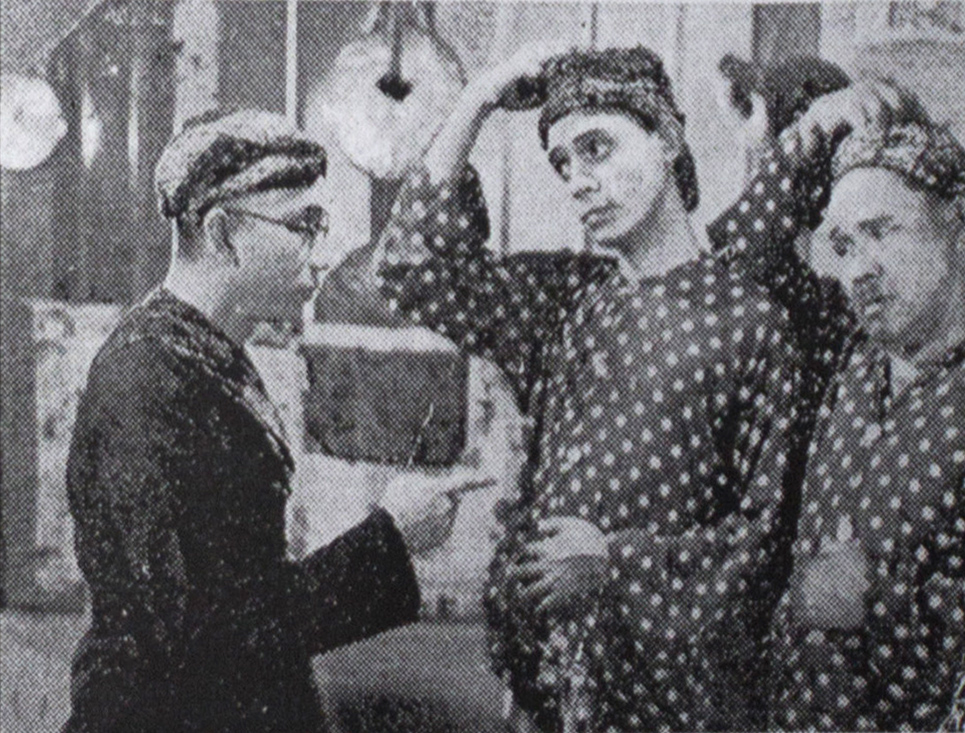
伯王梭在《Pah Wongso Tersangka》中的剧照

12. ↑  Pertjatoeran Doenia dan Film 1941, Warta dari Studio，第27頁.
13. ↑  Soerabaijasch Handelsblad 1942, (untitled).
14. ↑  S. 1941，第14–15頁; Soerabaijasch Handelsblad 1942, (untitled)
15. ↑  Biran 1979，第159頁.
16. ↑  Biran 2012，第291頁.
17. ↑  Heider 1991，第14頁.
18. ↑  Biran 2009，第351頁.